# Фалез, Жорж де ла
Луи Венан Габриэль «Жорж» де ла Фалез (фр. Louis Venant Gabriel "Georges" de la Falaise; 24 марта 1866, Лусьон — 8 апреля 1910, Париж) — французский фехтовальщик, чемпион летних Олимпийских игр 1900.
На Играх 1900 в Париже Фалез участвовал в трёх разных соревнованиях. Среди шпажистов он занял итоговое четвёртое место. В аналогичной дисциплине для любителей и маэстро он снова стал четвёртым. В турнире на саблях он занял первое место, выиграв золотую медаль.
Через шесть лет, Фалез участвовал в неофициальных летних Олимпийских играх 1906 в Афинах. Он выиграл две дисциплины на шпаге — индивидуальное и командное соревнования. Однако эти награды не признаются МОКом, и формально Фалез является обладателем только одной золотой Олимпийской медали.
Ещё через два года Фалез участвовал в летних Олимпийских играх 1908 в Лондоне в двух соревнованиях для саблистов — индивидуальном и командном. В первом он занял седьмое место, а во втором его сборная стала четвёртой.